# Distrikt Paccha (Chota)
Der Distrikt Paccha liegt in der Provinz Chota in der Region Cajamarca in Nordwest-Peru. Der Distrikt wurde am 2. Januar 1857 gegründet. Am 23. Mai 1995 wurde der Westteil des Distrikts herausgelöst und bildet seither den neu gegründeten Distrikt Chalamarca.
Der Distrikt Paccha besitzt eine Fläche von 98 km². Beim Zensus 2017 wurden 4702 Einwohner gezählt. Im Jahr 2007 lag die Einwohnerzahl bei 5165. Sitz der Distriktverwaltung ist die 2099 m hoch gelegene Ortschaft Paccha mit 1219 Einwohnern (Stand 2017). Paccha befindet sich 26 km ostnordöstlich der Provinzhauptstadt Chota.

## Geographische Lage
Der Distrikt Paccha liegt im Osten der peruanischen Westkordillere im Südosten der Provinz Chota. Der Fluss Río Llaucano, rechter Quellfluss des Río Silaco, fließt entlang der westlichen Distriktgrenze nach Norden.
Der Distrikt Paccha grenzt im Südwesten an den Distrikt Bambamarca (Provinz Hualgayoc), im Westen an den Distrikt Chalamarca, im Norden an den Distrikt Chadín, im Osten an den Distrikt Cortegana (Provinz Celendín) sowie im Süden an den Distrikt Miguel Iglesias (ebenfalls in der Provinz Celendín).

## Ortschaften
Neben dem Hauptort gibt es folgende größere Ortschaften im Distrikt:
- Andamachay
- Chacapampa
- Unigan